# Gran Premio degli Stati Uniti d'America 1972
Il Gran Premio degli Stati Uniti 1972,  XV Grand Prix of the United States e dodicesima e ultima gara del campionato di Formula 1 del 1972, si è svolto l'8 ottobre sul Circuito di Watkins Glen ed è stato vinto da Jackie Stewart su Tyrrell-Ford Cosworth.

## Qualifiche
| Pos | No | Pilota               | Costruttore  | Squadra                         | Tempo    | Gap     |
| --- | -- | -------------------- | ------------ | ------------------------------- | -------- | ------- |
| 1   | 1  | Jackie Stewart       | Tyrrell-Ford | Elf Team Tyrrell                | 1:40.481 |         |
| 2   | 20 | Peter Revson         | McLaren-Ford | Yardley Team McLaren            | 1:40.527 | +0.046  |
| 3   | 19 | Denny Hulme          | McLaren-Ford | Yardley Team McLaren            | 1:41.084 | +0.603  |
| 4   | 2  | François Cevert      | Tyrrell-Ford | Elf Team Tyrrell                | 1:41.445 | +0.964  |
| 5   | 29 | Carlos Reutemann     | Brabham-Ford | Motor Racing Developments Ltd   | 1:41.692 | +1.211  |
| 6   | 8  | Clay Regazzoni       | Ferrari      | Scuderia Ferrari SpA SEFAC      | 1:41.951 | +1.470  |
| 7   | 18 | Chris Amon           | Matra        | Equipe Matra Sports             | 1:41.979 | +1.498  |
| 8   | 21 | Jody Scheckter       | McLaren-Ford | Yardley Team McLaren            | 1:42.058 | +1.577  |
| 9   | 10 | Emerson Fittipaldi   | Lotus-Ford   | John Player Team Lotus          | 1:42.400 | +1.919  |
| 10  | 9  | Mario Andretti       | Ferrari      | Scuderia Ferrari SpA SEFAC      | 1:42.482 | +2.001  |
| 11  | 3  | Patrick Depailler    | Tyrrell-Ford | Elf Team Tyrrell                | 1:42.521 | +2.040  |
| 12  | 7  | Jacky Ickx           | Ferrari      | Scuderia Ferrari SpA SEFAC      | 1:42.597 | +2.116  |
| 13  | 30 | Wilson Fittipaldi    | Brabham-Ford | Motor Racing Developments Ltd   | 1:42.766 | +2.285  |
| 14  | 23 | Mike Hailwood        | Surtees-Ford | Brooke Bond Oxo Team Surtees    | 1:43.204 | +2.723  |
| 15  | 27 | Carlos Pace          | March-Ford   | Team Williams Motul             | 1:43.319 | +2.838  |
| 16  | 12 | Reine Wisell         | Lotus-Ford   | John Player Team Lotus          | 1:43.543 | +3.062  |
| 17  | 16 | Howden Ganley        | BRM          | Marlboro BRM                    | 1:44.075 | +3.594  |
| 18  | 17 | Jean-Pierre Beltoise | BRM          | Marlboro BRM                    | 1:44.240 | +3.759  |
| 19  | 25 | Andrea De Adamich    | Surtees-Ford | Ceramica Pagnossin Team Surtees | 1:44.279 | +3.798  |
| 20  | 33 | Skip Barber          | March-Ford   | Gene Mason Racing               | 1:44.280 | +3.799  |
| 21  | 6  | Mike Beuttler        | March-Ford   | Clarke-Mordaunt-Guthrie Racing  | 1:44.369 | +3.888  |
| 22  | 26 | Henri Pescarolo      | March-Ford   | Team Williams Motul             | 1:44.433 | +3.952  |
| 23  | 34 | Sam Posey            | Surtees-Ford | Champcar Inc                    | 1:44.525 | +4.044  |
| 24  | 15 | Brian Redman         | BRM          | Marlboro BRM                    | 1:44.925 | +4.444  |
| 25  | 24 | John Surtees         | Surtees-Ford | Team Surtees                    | 1:45.232 | +4.571  |
| 26  | 5  | Niki Lauda           | March-Ford   | STP March Racing Team           | 1:45.290 | +4.809  |
| 27  | 4  | Ronnie Peterson      | March-Ford   | STP March Racing Team           | 1:46.142 | +5.661  |
| 28  | 28 | Graham Hill          | Brabham-Ford | Motor Racing Developments Ltd   | 1:46.313 | +5.832  |
| 29  | 14 | Peter Gethin         | BRM          | Marlboro BRM                    | 1:46.599 | +6.118  |
| 30  | 31 | Derek Bell           | Tecno        | Martini Racing Team             | 1:47.023 | +6.542  |
| 31  | 11 | Dave Walker          | Lotus-Ford   | John Player Team Lotus          | 1:50.600 | +10.119 |
| 32  | 22 | Tim Schenken         | Surtees-Ford | Team Surtees                    | 1:57.674 | +17.193 |

## Gara
| Pos | No | Pilota               | Costruttore  | Giri | Tempo/Ritiro     | Pos. Griglia | Punti |
| --- | -- | -------------------- | ------------ | ---- | ---------------- | ------------ | ----- |
| 1   | 1  | Jackie Stewart       | Tyrrell-Ford | 59   | 1:41:43.35       | 1            | 9     |
| 2   | 2  | François Cevert      | Tyrrell-Ford | 59   | + 39.43          | 4            | 6     |
| 3   | 19 | Denny Hulme          | McLaren-Ford | 59   | + 44.73          | 3            | 4     |
| 4   | 4  | Ronnie Peterson      | March-Ford   | 59   | + 1:24.52        | 27           | 3     |
| 5   | 7  | Jacky Ickx           | Ferrari      | 59   | + 1:25.123       | 12           | 2     |
| 6   | 9  | Mario Andretti       | Ferrari      | 58   | + 1 Giro         | 10           | 1     |
| 7   | 3  | Patrick Depailler    | Tyrrell-Ford | 58   | + 1 Giro         | 11           |       |
| 8   | 8  | Clay Regazzoni       | Ferrari      | 58   | + 1 Giro         | 6            |       |
| 9   | 21 | Jody Scheckter       | McLaren-Ford | 58   | + 1 Giro         | 8            |       |
| 10  | 12 | Reine Wisell         | Lotus-Ford   | 57   | + 2 Giri         | 16           |       |
| 11  | 28 | Graham Hill          | Brabham-Ford | 57   | + 2 Giri         | 28           |       |
| 12  | 34 | Sam Posey            | Surtees-Ford | 57   | + 2 Giri         | 23           |       |
| 13  | 6  | Mike Beuttler        | March-Ford   | 57   | + 2 Giri         | 21           |       |
| 14  | 26 | Henri Pescarolo      | March-Ford   | 57   | + 2 Giri         | 22           |       |
| 15  | 18 | Chris Amon           | Matra        | 57   | + 2 Giri         | 7            |       |
| 16  | 33 | Skip Barber          | March-Ford   | 57   | + 2 Giri         | 20           |       |
| 17  | 23 | Mike Hailwood        | Surtees-Ford | 56   | Collisione       | 14           |       |
| 18  | 20 | Peter Revson         | McLaren-Ford | 54   | Probl. Elettrici | 2            |       |
| NC  | 5  | Niki Lauda           | March-Ford   | 49   | Non classificato | 26           |       |
| Rit | 27 | Carlos Pace          | March-Ford   | 48   | Alimentazione    | 15           |       |
| Rit | 14 | Peter Gethin         | BRM          | 47   | Motore           | 29           |       |
| Rit | 16 | Howden Ganley        | BRM          | 44   | Motore           | 17           |       |
| Rit | 11 | Dave Walker          | Lotus-Ford   | 44   | Motore           | 31           |       |
| Rit | 30 | Wilson Fittipaldi    | Brabham-Ford | 43   | Engine           | 13           |       |
| Rit | 17 | Jean-Pierre Beltoise | BRM          | 40   | Iniezione        | 18           |       |
| Rit | 15 | Brian Redman         | BRM          | 34   | Motore           | 24           |       |
| Rit | 29 | Carlos Reutemann     | Brabham-Ford | 31   | Motore           | 5            |       |
| Rit | 25 | Andrea De Adamich    | Surtees-Ford | 25   | Collisione       | 19           |       |
| Rit | 22 | Tim Schenken         | Surtees-Ford | 22   | Sospensione      | 32           |       |
| Rit | 10 | Emerson Fittipaldi   | Lotus-Ford   | 17   | Sospensione      | 9            |       |
| Rit | 31 | Derek Bell           | Tecno        | 8    | Motore           | 30           |       |
| DNS | 24 | John Surtees         | Surtees-Ford | 0    | Non partito      | 25           |       |

## Statistiche
Piloti
- 22ª vittoria per Jackie Stewart
- 1º Gran Premio per Jody Scheckter
- Ultimo Gran Premio per Skip Barber, Sam Posey e Dave Walker

Costruttori
- 11ª vittoria per la Tyrrell
- 150º Gran Premio per la Lotus
- Ultimo Gran Premio per la Matra

Motori
- 51ª vittoria per il motore Ford Cosworth
- 200º Gran Premio per il motore Ferrari

Giri al comando
- Jackie Stewart (1-59)

## Classifiche

### Piloti
| Pos. | Pilota               | Punti |
| ---- | -------------------- | ----- |
| 1    | Emerson Fittipaldi   | 61    |
| 2    | Jackie Stewart       | 45    |
| 3    | Denny Hulme          | 39    |
| 4    | Jacky Ickx           | 27    |
| 5    | Peter Revson         | 23    |
| 6    | Clay Regazzoni       | 15    |
| 7    | François Cevert      | 15    |
| 8    | Mike Hailwood        | 13    |
| 9    | Ronnie Peterson      | 12    |
| 10   | Chris Amon           | 12    |
| 11   | Jean-Pierre Beltoise | 9     |
| 12   | Mario Andretti       | 4     |
| 13   | Howden Ganley        | 4     |
| 14   | Brian Redman         | 4     |
| 15   | Graham Hill          | 4     |
| 16   | Carlos Reutemann     | 3     |
| 17   | Andrea De Adamich    | 3     |
| 18   | Carlos Pace          | 3     |
| 19   | Tim Schenken         | 2     |
| 20   | Arturo Merzario      | 1     |
| 21   | Peter Gethin         | 1     |

### Costruttori
| Pos. | Team         | Punti |
| ---- | ------------ | ----- |
| 1    | Lotus-Ford   | 61    |
| 2    | Tyrrell-Ford | 51    |
| 3    | McLaren-Ford | 47    |
| 4    | Ferrari      | 33    |
| 5    | Surtees-Ford | 18    |
| 6    | March-Ford   | 15    |
| 7    | BRM          | 14    |
| 8    | Matra        | 12    |
| 9    | Brabham-Ford | 7     |